# Empire Lawrence
Die Empire Lawrence war ein britisches Frachtschiff während des Zweiten Weltkrieges. 
Sie nahm an neun Geleitzügen teil, u. a. an Nordmeergeleitzügen.

## Geschichte
Das britische Ministry of War Transport (MOWT) gab die Empire Lawrence 1941 bei Thompson Joseph L. & Sons in Sunderland in Auftrag. Im September 1941 unternahm sie ihre erste Fahrt. Sie fuhr überwiegend in Geleitzügen, aber auch als Einzelfahrer die verschiedenen alliierten Häfen an. Am Bug der Empire Lawrence war ein Flugzeugkatapult angebracht, von dem ein Wasserflugzeug starten konnte. Aufgrund dessen diente sie in den Geleitzügen als CAM-Schiff. Am 27. Mai 1942 war sie Teil des Geleitzuges PQ 16, als sie im Nordmeer südostwärts der Bäreninsel von sieben Heinkel He 111 der I. Gruppe des Kampfgeschwaders 26 und elf Junkers Ju 88 des Kampfgeschwaders 30 angegriffen und versenkt wurde. Dabei kamen 19 Besatzungsmitglieder ums Leben.

## Geleitzüge
Im Zweiten Weltkrieg nahm sie an folgenden Geleitzügen teil.
| Geleitzug | Zeit           | Ausgangshafen    | Zielhafen        |
| --------- | -------------- | ---------------- | ---------------- |
| EC 69     | September 1941 | Tyne (Lage)      | Clyde (Lage)     |
| ON 19     | Oktober 1941   | Liverpool (Lage) | Halifax (Lage)   |
| SC 51     | Oktober 1941   | Sydney (Lage)    | Liverpool        |
| ON 39     | Dezember 1941  | Liverpool        | Halifax          |
| SC 62     | Januar 1942    | Sydney           | Liverpool        |
| ON 62     | Februar 1942   | Liverpool        | Halifax          |
| SC 72     | März 1942      | Halifax          | Liverpool        |
| UR 22     | Mai 1942       | Loch Ewe (Lage)  | Reykjavík (Lage) |
| PQ 16     | Mai 1942       | Reykjavík        | Murmansk (Lage)  |